# Pictures of Home
Pictures of Home јесте песма британске хард рок групе Deep Purple, са албума Machine Head из 1972 . Почиње уводном деоницом на бубњевима коју изводи Иан Пејс и садржи брз, снажан гитарски риф и бас линију са неколико инструменталних солoа.

## Историја
Према Classic Rock Review-у: „Pictures of Home“ је пример песме када је група била у свом најизражанијем стадијуму. Покретачки ритам на чијем врху је замашан вокал који истискује дубоке лирске мотиве, све наглашене изразитим, изобличеним оргуљама Џона Лорда. Гловер чак добија кратак бас соло у средњој деоници пре него што се Блекмор загрева за узлет пре него што изненађујуће лажно заустављање и повратак чини песму још занимљивијом."
Ричи Блекмор каже да је био инспирисан краткоталасним радио каналом, „вероватно из Бугарске или Турске“ када је писао главни риф.
То је једина песма групе са албума Machine Hea која није изведена уживо током турнеје групе 1972. године.
Блекмор је одбио да пусти песму уживо. Од његове замене са Стивом Морсом 1994. године, песма је постала недавна карактеристика у наступима групе. То је била уводна песма током целе турнеје Rapture of the Deep Tour.
Године 2010. снимљен је документарни филм Pictures of Home о Иану Гилан-у. Филм је заснован на снимку направљеном у октобру 2009. године током посете рок звезда Јерменији у оквиру пројекта „Armenia Grateful 2 Rock“ и интервјуу са Ианом Гиланом, снимљеним марта 2010.

## Обраде
- Yngwie Malmsteen на албуму Inspiration (1996)[6]
- Barón Rojo на албуму Perversiones (2003)[6]
- Pentti Hietanen на албуму On the Rocks (2005)[6]
- Perfect Strangers (Deep Purple tribute band) на албуму Live in Klagenfurt (2007)[6]
- Jon Lord на албуму Live (2011)[6]
- Black Label Society на албуму Re-Machined: A Tribute to Deep Purple's Machine Head (2012)[6]
- Pictures of Home - Deep Purple Cover - Diceros